# Artere metacarpiene dorsale
Arterele metacarpiene dorsale provin din arcul carpian dorsal și au un traseu în jos pe a doua, a treia și a patra teacă interosoasă dorsală a mâinii și se bifurcă în arterele digitale dorsale. Aproape de origine, se anastomozează cu arcul palmar profund prin perforarea arterelor. De asemenea, se anastomozează cu artere digitale palmare comune (din arcul palmar superficial), de asemenea prin intermediul arterelor perforante.
Prima arteră metacarpiană dorsală apare direct din artera radială înainte de a traversa cele două capete ale primului mușchi interosos dorsal.